# Baron Burghersh
Baronowie Burghersh 1. kreacji (parostwo Anglii)
- 1303–1306: Robert de Burghersh, 1. baron Burghersh

Baronowie Burghersh 2. kreacji (parostwo Anglii)
- 1329–1355: Bartholomew de Burghersh, 1. baron Burghersh
- 1355–1369: Bartholomew de Burghersh, 2. baron Burghersh
- 1369–1409: Elizabeth de Burghersh, 3. baronowa Burghersh

Baronowie Burghersh 3. kreacji (parostwo Anglii)
- 1624–1629: Francis Fane, 1. hrabia Westmorland
- następni baronowie Burghersh, patrz: hrabia Westmorland